# Weltall-Avia
La Weltall-Avia (in russo Вельталь-Авиа авиакомпания?) conosciuta anche come Irtyš Aircompany (in russo Иртыш авиакомпания?) era una compagnia aerea russa fondata dai piloti dell'Aeroflot-Omsk nell'oblast' di Omsk in Siberia occidentale nel 2001.

## Strategia
La Weltall-Avia effettuava il trasporto business e i voli charter con una flotta composta dagli aerei a corto-medio raggio e dagli elicotteri della russa Mil.
La Weltall-Avia era basata all'Aeroporto di Omsk, nella Siberia occidentale, in Russia.
Dopo la certificazione dei piloti negli USA dal marzo del 2008 entrò in servizio della compagnia aerea il primo velivolo occidentale Cessna Grand Caravan 208B.
La Weltall-Avia operava i voli VIP con questo aereo statunitense per il trasporto di 6-7 persone. La compagnia prevedeva l'ampliamento della flotta con degli aerei della classe VIP: King Air 350 (raggio - 300 km) e Hawker 700 (raggio - 3600 km), Cessna Model 500 Citation. All'Aeroporto di Omsk era previsto la costruzione del Terminal VIP dell'Weltall-Avia che permetteva di gestire più efficacemente l'aviazione business nella città di Omsk e nella Siberia Occidentale.
Nel novembre 2008 la compagnia aerea ha ricevuto il nuovo certificato russo per effettuare i voli sulla rete più vasta delle destinazioni nelle città della Siberia ed è stato rinnovato il sito internet della Weltall-Avia.
Il 25 marzo 2011 la compagnia aerea russa Weltall-Avia è stata rinominata in Irtyš Aircompany.
Nel 2014 contro la compagnia aerea è stata iniziata la procedura della bancarotta con l'annullamento del certificato di trasporti aerei.

## Flotta storica
Aerei
- Antonov An-2
- Cessna 208B Grand Caravan
- Yakovlev Yak-18T
- Yakovlev Yak-40

Elicotteri

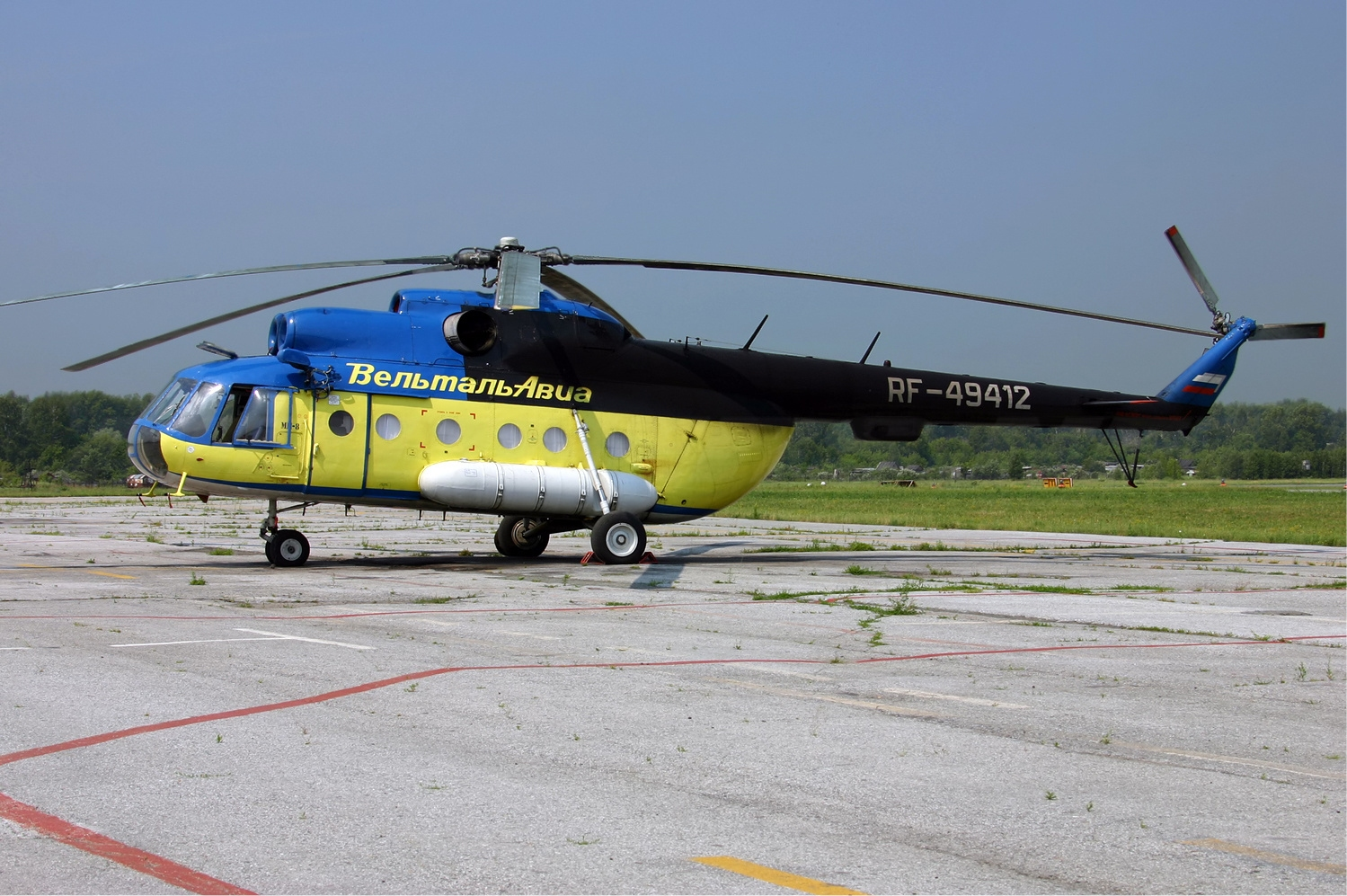
Un elicottero Mil Mi-8T nella livrea della Weltall-Avia all'Aeroporto di Novosibirsk-Severnyj.

Tutta la flotta degli elicotteri della compagnia aerea russa è stata attrezzata con i sistemi satellitari GPS, i sistemi della navigazione VOR/DME, i sistemi di meteolocazione, i futometri, i segnalatori d'emergenza 
- Mil Mi-2
- Mil Mi-8

## Incidenti
Il 2 ottobre 2010 alle ore 02.18 (UTC) a 52 km ad est dell'aeroporto di Kirensk nell'Oblast' di Irkutsk ha effettuato l'atterraggio d'emergenza nel bosco l'aereo Cessna Grand Caravan 208B della Weltall-Avia mentre effettuava il volo charter Lensk - Bratsk. Tre membri d'equipaggio e sei passeggeri sono sopravvissuti in seguito all'incidente, ma l'aereo ha ricevuto i danni notevoli alla struttura. La causa dell'incidente è stato lo spegnimento del motore del velivolo nel volo.